# Lunkatanya (Kolozs megye)
Lunkatanya románul: Valea Luncii, falu Romániában, Erdélyben, Kolozs megyében.

## Fekvése
Szentmargita mellett fekvő település.

## Története
Lunkatanya korábban Szentmargita része volt, 1910-ben 97 lakosából 16 román, 81 magyar volt. 1956-ban vált külön 37 lakossal.
1966-ban 54, 1977-ben 69, 1992-ben 73 román lakosa volt. A 2002-es népszámláláskor 77 lakosából 1 román, 76 magyar volt.